# Phalloniscus langi
Phalloniscus langi är en kräftdjursart som först beskrevs av Van Name 1936.  Phalloniscus langi ingår i släktet Phalloniscus och familjen Dubioniscidae. Inga underarter finns listade i Catalogue of Life.